# Dives (fiume)
Dives è un fiume costiero della Normandia, che si snoda interamente in territorio francese e sfocia nel Canale della Manica. Con un percorso totale di 105 km attraversa i dipartimenti dell'Orne e del Calvados.
Durante la seconda guerra mondiale lungo le rive e l'estuario del Dives si svolsero aspri combattimenti: tra le foci dell'Orne e del Dives avvenne lo sbarco alleato dell'operazione Tonga.

## Idrologia

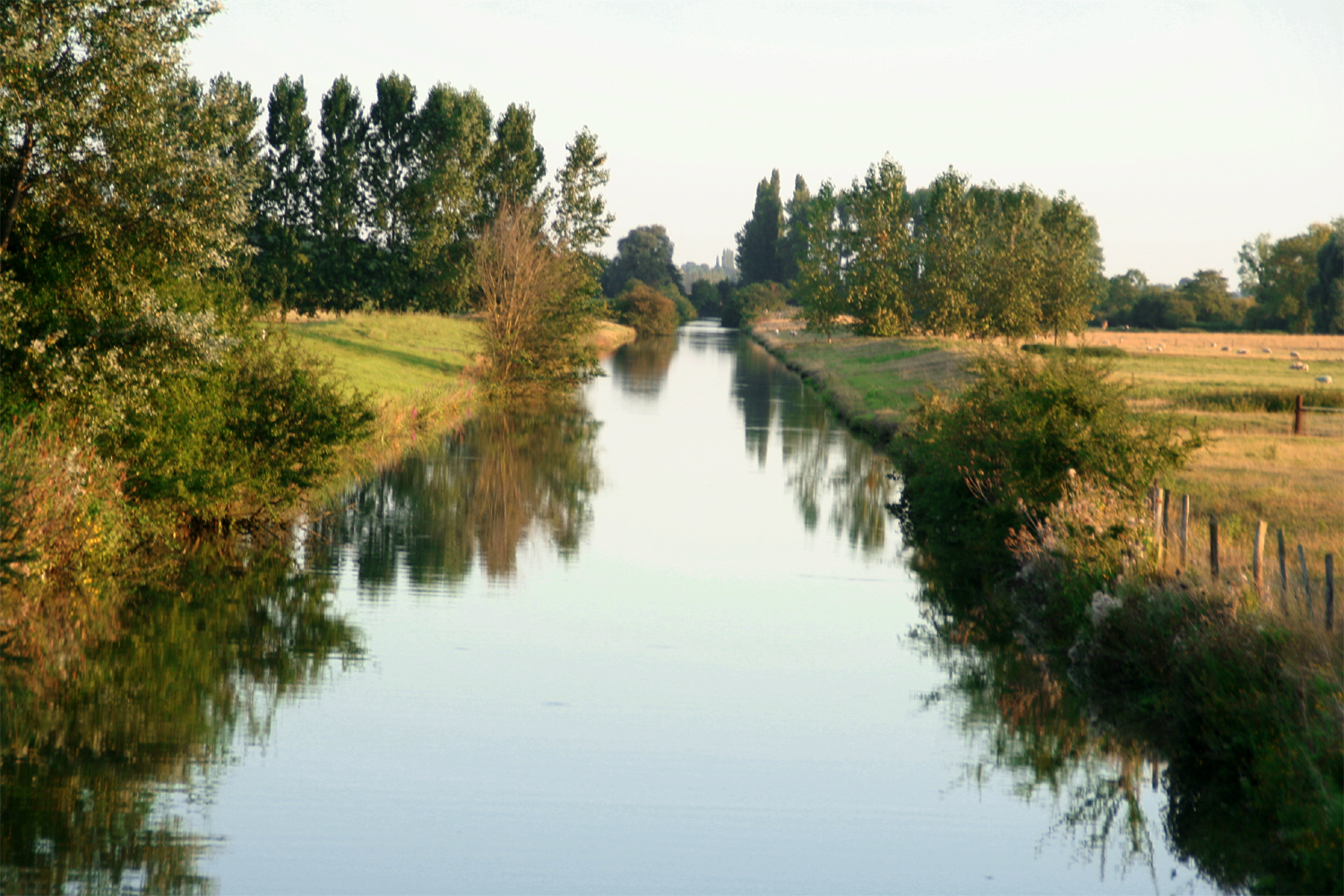
Brucourt, le Grand Canal.

I principali affluenti, dalla sorgente fino alla foce, sono elencati di seguito:
- Barges (12 km) dalla riva sinistra a Omméel;
- Filaine (13 km) dalla riva sinistra a Crocy;
- Trainefeuille (14 km) dalla riva sinistra a Beaumais;
- Ante (21 km) dalla riva sinistra a Morteaux-Coulibœuf;
- Oudon (26 km) dalla riva destra ad Ouville-la-Bien-Tournée;
- Vie (67 km) dalla riva destra a Corbon;
- Dorette (16 km) dalla riva destra a Hotot-en-Auge;
- Laizon (39 km) dalla riva sinistra a Cléville;
- Muance (19 km) dalla riva sinistra a Bures-sur-Dives;
- Ancre (17 km) dalla riva destra a Brucourt;
- Divette (15 km) dalla riva sinistra a Cabourg.

## Dipartimenti e comuni attraversati
- Orne: Chambois, Trun
- Calvados: Morteaux-Coulibœuf, Saint-Pierre-sur-Dives, Mézidon-Canon, Troarn, Dives-sur-Mer, Cabourg.